# 참몰개
참몰개(학명: Squalidus chankaensis tsuchigae)는 잉어목 잉어과에 속하는 물고기이다. 몸길이는 8~14cm로 잉어과의 어종에서 작은 편인 물고기에 속한다.

## 특징과 먹이
참몰개는 몸이 좌우로 납작하며 옆에서 보면 꼬리쪽이 더 가는 유선형이다. 잉어과에 속하는 어종답게 입에는 한쌍의 수염이 나 있으며 눈은 머리의 앞쪽이 되는 중앙부에 위치하고 있다. 옆줄을 기점으로 몸의 등쪽은 갈색을 띄고 있으며 배쪽은 은색에 가까운 흰색을 띄고 있다. 옆줄은 검은색으로 아가미부터 꼬리지느러미까지 길게 이어져 있다. 등쪽에는 검은 점들이 군데군데 나 있으며 모든 지느러미는 투명한 색을 띄고 있다. 먹이로는 수생 곤충과 수생 식물 및 식물의 씨앗, 민물새우와 같은 갑각류를 잡아먹는 잡식성물고기에 속한다.

## 서식지
참몰개는 대한민국의 특산종으로서   만경강, 금강, 섬진강과 같이 금강 이남의 서해, 남해로 흐르는 강에 주로 서식한다. 수생 식물이 많이 우거지고 수심이 깊지않은 강의 중류나 저수지에서 주로 서식한다.

## 같이 보기
- 잉어목
- 잉어과